# Antonio Martorell Cardona
Antonio Martorell Cardona (Santurce, 18 d'abril de 1939) és un pintor i escriptor porto-riqueny. Fill d'Antonio Martorell II i Luisa Cardona, va estudiar diplomàcia a la Universitat de Georgetown de Washington DC, i després va estudiar pintura amb Julio Martín Caro a Madrid. En la dècada de 1960, va treballar a Ponce, col·laborant amb Isolina Ferré Aguayo en la creació de tallers d'art per a la comunitat. També va treballar al taller de Lorenzo Homar a l'Institut de Cultura Porto-riquenya. Actualment és l'Artista Resident de la Universitat de Puerto Rico a Cayey on dirigeix el Museu Ramón Frade.
La incursió de Martorell a les arts va començar en el teatre el 2001 quan va participar en l'escenografia de Celebración Verdiana per a Plácido Domingo. El 1986, Martorell va ser el guanyador de la VII Bienal de Grabado Latinoamericano de San Juan. Ha il·lustrat llibres de diversos autors, com ara Alma Rosa Flor, Heraclio Cepeda, Nicholasa Mohr i Pura Belpré. També ha il·lustrat l'ABC de Puerto Rico publicat per Troutman Press.
Ha escrit La piel de la memoria i El libro dibujado. La biografia més extensa sobre la seva obra es d'Antonio Díaz-Royo: Martorell: la aventura de la creación.

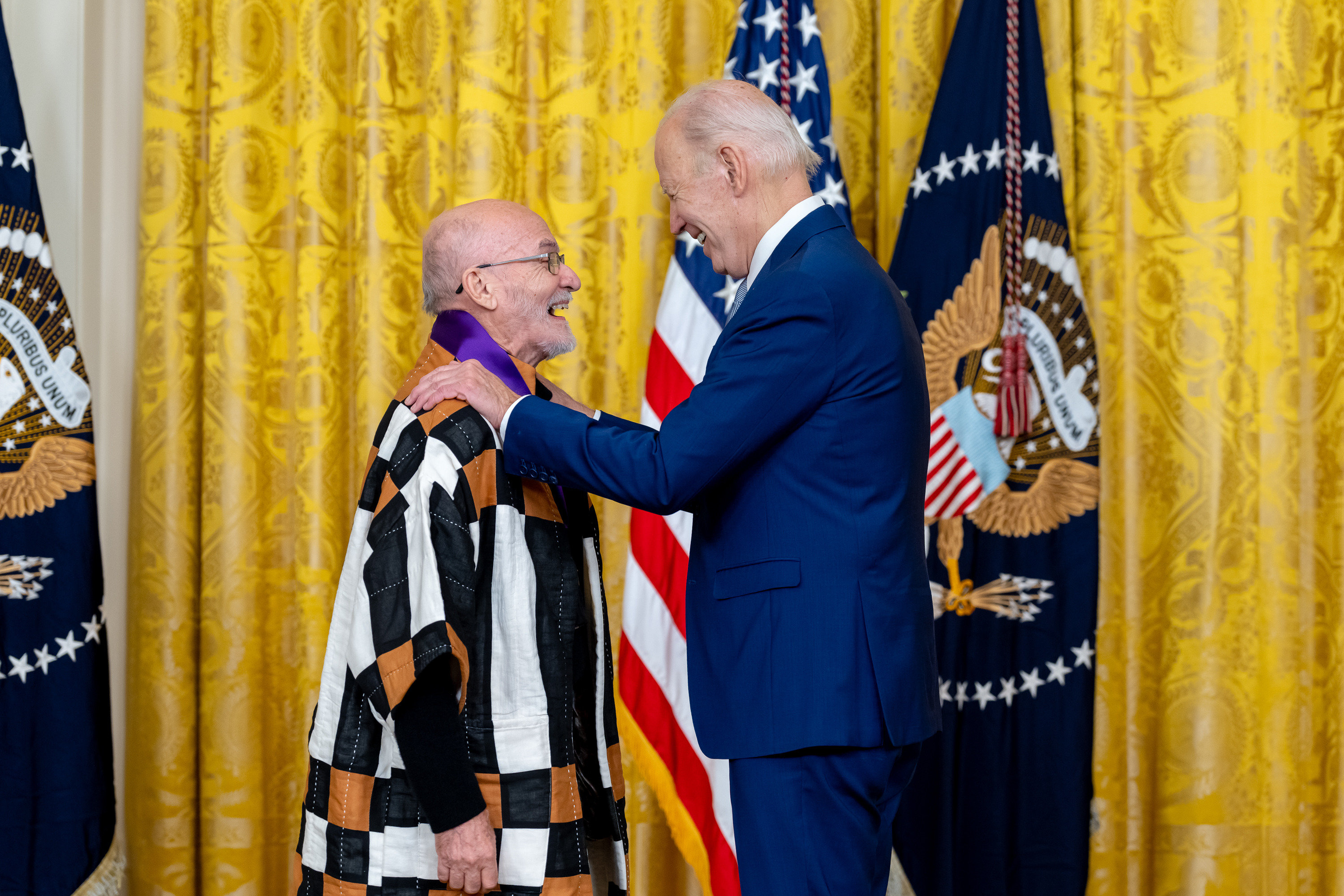
Antonio Martorell Cardona, 2023

Les seves pintures es troben a l'Institut de Cultura Porto-riquenya, Museo de la Universidad de Puerto Rico, Museu d'Art de Ponce, Museo de Arte de Puerto Rico, Galería Nacional de San Salvador, Museo de Arte Moderno de México, Museo del Barrio, Museu Whitney d'Art Americà i Hotel Melia a Ponce (Puerto Rico).
El 2018 va presentar una mostra d'obres on denunciava i donava veu als que van perdre la vida a causa de l'huracà Maria.